# سلمان محمد سلمان
سلمان محمد احمد سلمان الخبير الدولي السودان  تخرج من كلية الحقوق، جامعة الخرطوم. حصل على الماجستير والدكتوراة في القانون من جامعة يل بالولايات المتحدة. عمل محاضراً بكلية الحقوق جامعة الخرطوم، وانتقل بعدها للعمل مستشاراً قانونياً في الصندوق الدولي للتنمية الزراعية التابع للأمم المتحدة بروما، وتقاعد عام 1994 م .وولد فى السودان 

## جوائز
حاز علي جائزة الجمعية العالمية لمصادر المياه لعام 2003، و جائزة الدائرة القانونية في البنك الدولي لنفس العام ولإسهاماته في مجال قانون المياه. وله رأي واضح في مشروع سد النهضة الاثيوبي، بالإضافة إلى ذلك حازعلي جائزة الجمعية العالمية لموارد المياه لعام 2004م، كافضل ورقة معدة ناقشت قضايا المياه المعاصرة و مُنحت له هذه الجائزة في 12 نوفمبر 2005.

## مناصب تقلدها
تمّ اختياره كاحد المدراء للجمعية العالمية لمصادر المياه في دورة 2007م ـ 2010م، ومقر رئاستها في جامعة “ماقيل” في كندا. وهو عضو في الاكاديمية الدولية للمياه منذ العام 2004م، في اوسلو بالنرويج ـ. وعضو لجنة مصادر المياه التابعة لهيئة القانون الدولي منذ العام 1999م، في لندن، وعمل عضواً في لجنة قانون المياه التابعة لنقابة المحامين الدوليين منذ عام 1999م وحتى عام 2002، كما أُختير بواسطة اكاديمية لاهاي للقانون الدولي ليعمل مديراً لدورتها في عام 2001م حيث قام بالتدريس والاشراف علي اثني عشرة مشارك في مستوى مرشحي درجة الدكتواره.، ساعد محكمة التحكيم الدولية في لاهاي علي تنظيم سمنار حول “قضايا النزاعات العالمية حول المياه”، وذلك في عام 2002م، حيث حضره أكثر من مائة مشارك من انحاء العالم، مستشار البنك الدولي في قانون المياه.
عمل د. سلمان في الصندوق الدولي للتنمية الزراعية التابع للامم المتحدة، في روما بايطاليا ،حصل علي درجة الماجستير ودرجة الدكتوراه في جامعة “ييل” العريقة بالولايات المتجدة الامريكية وهو أول قانوني يعمل مستشاراً للبنك الدولي في مجال قانون المياه.

## مساهماته
قدم استشارته للبنك الدولي حول التشريعات الخاصة بالمياه، وقضايا البيئة والمياه، اتفاقيات ومعاهدات المياه الدولية، النزاعات العالمية للمياه، التشريعات الخاصة بالسدود، ومشاريع مصادر المياه وترأس د. سلمان العديد من الجلسات في مؤتمرات البنك الدولي حول المياه منذ العام 1994. له العديد من المؤلفات والاصدارات حول قضية المياه.

## مشاركات
شارك كممثل للبنك الدولي في بحث ومعالجة الكثير من القضايا الشائكة المتعلقة بالمياه عالمياً، وذلك مثل خلاف “باقليهار” بين الهند وباكستان حول نهر إندروس، النزاع بين الارجنتين والاوروغواي حول مشاريع صناعة الاوراق علي نهر الاورغواي، ومشروع “بوجاقالي” للطاقة الهيدرولوجية في اوغندا علي نهر النيل، ومشروع ربط مياه البحر الاحمر بمياه البحر الميت، عمل منسقاً لتشريعات المياه والاستراتيجيات الوطنية الخاصة ببرنامج المياه المشترك للبنك الدولي ـ هولندا.